# Marta Sánchez Salfrán
Marta Sánchez Salfrán (Holguín, 17 de maio de 1973) é uma ex-jogadora de voleibol de Cuba que competiu nos Jogos Olímpicos de 2000 e 2004.
Em 2000, ela fez parte da equipe cubana que conquistou a medalha de ouro no torneio olímpico. Quatro anos depois, ela jogou em cinco confrontos e ganhou a medalha de bronze com o conjunto cubano no campeonato olímpico de 2004.